# Luis Eduardo Pérez
Luis Eduardo Pérez Pagola (né à Montevideo en 1774 - mort à Montevideo le 30 août 1841), est un homme politique uruguayen. Il est président du Sénat lors de sa désignation comme président par intérim du 24 octobre 1830 au 6 novembre 1830.